# 草裙舞女孩與愛犬可可
《草裙舞女孩與愛犬可可》（日語：フラガールと犬のチョコ）為祓川學與金巾詩織創作的兒童文學作品，2012年7月出版。因該書的東日本大震災題材內容，成為日本中小學的熱門選書。
該書真實紀錄了福島縣雙葉郡雙葉町出身，於同縣磐城市的度假設施「夏威夷風情度假中心」任職的草裙舞團隊長莫阿納梨江（本名：大森梨江）與愛犬「可可」在2011年東日本大地震時的羈絆故事。

## 故事概要
森田沙衣與家人在「夏威夷風情度假中心」時，在一次的草裙舞表演中，深深的受草裙舞曼妙的舞風吸引，從此立下成為草裙舞女郎的志向。歷經辛苦的訓練課程後，她與前後輩們終於登上「夏威夷風情度假中心」的舞台上。然而2011年的東日本大地震，導致當地受損嚴重，災民無家可歸，有些災民因此失去了親人，「夏威夷風情度假中心」也面臨停業的危機。為了撫慰災民的心情，也為了替災區重建盡一份心力，她開始為災區的慰問演出努力練習…

## 改編特別劇
同名改編特別劇於2015年3月11日晚間9:00－11:08於東京電視台播出。故事角色原型人物莫阿納梨江本人亦在本劇客串演出。

## 登場人物

### 主角與其家族
- 森田沙衣：瀧本美織 （兼任旁白）（幼少時期：瑞城櫻）

主角。福島縣雙葉郡雙葉町出身。加入同縣磐城市的「常磐音樂舞蹈學院」的第40期，一圓幼時的渴望成為草裙舞女郎的夢想。
- 森田可可：露依

出生後2個月後由森田家飼養的柴犬。
- 森田善光：田口浩正

沙衣的父親。震災後與家人至千葉縣内的臨時住宅暫住。
- 森田綾乃：中原果南

沙衣的母親。
- 森田愛海：佐藤惠（幼少時期：加藤結）

沙衣的姐姐。

### 草裙舞女郎
- 竹澤霞：波瑠

沙衣的同期。福島縣磐城市出身。
- 島野日佳理：笹本玲奈

草裙舞團前任隊長，專業舞者，藝名「瑪露希雅日佳理」。福島縣磐城市出身。
- 小松原薫子：上野夏陽

沙衣的前輩兼副隊長。
- 西村千香：小池奈

沙衣的同期。
- 宮崎優奈：土村芳

沙衣的同期。
- 泉亞理沙：古泉葵

沙衣的學妹。

### 其他
- 長谷田武志：伊原剛志

「夏威夷風情度假中心」的經理。
- 吉本美那子：菊池桃子

常磐音樂舞蹈學院的講師。為第13代「夏威夷風情草裙舞蹈隊」的隊長。
- 大倉正夫：矢本悠馬

「夏威夷風情度假中心」的員工。
- 下山育三：品川徹

東日本大地震的受災戶。
- 今井仁：菊田大輔

瑪露希雅日佳理的男友。
- 阿部和久：西澤仁太

災區雙葉町的受災戶。
- 阿部由美子：真下有紀

## 製作團隊
- 原作：祓川學「草裙舞女孩與愛犬可可」（心出版刊）
- 劇本：關繪理香
- 導演：神德幸治[6]
- 音樂：吉川清之、近藤智子
- 樂曲提供：「海の唄」 作詞、作曲、編曲：BEGIN
- 樂曲協助：齊藤和雄與夏威夷音樂樂團
- 舞蹈指導：庫威伊尚子（本名：吉田尚子）、賀庫拉尼橋本（本名：橋本加奈）
- 動作顧問：卡連納尼早川（本名：早川和子）
- 角色設定：橋本杏奈
- 影像提供：共同通信
- 資料提供：河北新報社
- 照片提供：清水一利
- 拍攝協助：磐城影視委員會、磐城社區觀光組織、磐城市、富岡町、廣野町 等
- 特別協助：常磐興産株式会社、夏威夷風情度假中心、常磐音樂舞蹈學院
- 技術協助：VASQUE
- 美術協助：Fujiart
- 製作人：濱谷晃一（東京電視台）、森川真行、渡邉義行
- 製作總指揮：岡部紳二（東京電視台）
- 製作：東京電視台、BS JAPAN、Fine Entertainment

## 外部連結
- 東京電視台官方網站 （页面存档备份，存于）